# ラリー・サウジアラビア
ラリー・サウジアラビア（Rally Saudi Arabia）は、サウジアラビアのジッダで開催されるラリーイベント。2025年から10年契約で世界ラリー選手権 (WRC) の一戦となった。2025年は最終戦として実施予定